# Abaceno

Mapa de algunas de las ciudades de Sicilia en la Antigüedad. Abaceno estaba ubicada en el noreste de la isla.

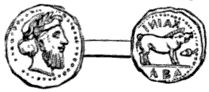
Moneda de Abaceno

Abaceno (en griego, Ἀβάκαινον; en latín, Abacaenum) fue una ciudad de Sicilia a unos 6,5 km de la costa norte, entre Tíndaris (al sudeste) y Milas (actual Milazzo). Sus habitantes se llamaban abaceninos. Fue una ciudad de los sículos pero con fuerte influencia griega. Parte de su territorio fue cedido por Dionisio I de Siracusa en el 396 a. C. para la nueva fundación de la ciudad de Tíndaris, que fue habitada por mesenios desterrados de Mesina por los lacedemonios.
Por la forma en que es mencionada en las guerras de Dionisio I, Agatocles, y Hierón II, queda claro que fue un lugar importante. 
En 393-392 a. C., el  general cartaginés Magón se propuso atacar la zona occidental de Sicilia a fin de unir sus fuerzas con las de la ciudad de Regio, enfrentada con el tirano siracusano. Concertó a tal fin alianzas con la mayoría de los sículos. Después de haber reunido tropas sículas, siciliotas y reginas, emprendió una expedición contra el territorio de Mesina, ciudad que saqueó. Después los cartagineses se refugiaron en Abaceno, aliada suya.
Desapareció de las fuentes históricas en época de Hierón II, si bien seguramente siguió existiendo. No se encuentra ninguna mención de ella en las Verrinas de Cicerón. Sin embargo, su nombre aparece en Claudio Ptolomeo, y parece que aún existía en su época. Su decadencia se debió probablemente a la creciente prosperidad de la vecina ciudad de Tíndaris.
Existen dudas sobre si las ruinas visibles en la época de Tomaso Fazello (siglo XVI), al pie de la colina de la actual ciudad de Tripi, eran las de la antigua ciudad griega de Abaceno. Fazello menciona vestigios de columnas y murallas en el emplazamiento de una gran ciudad que había sido destruida hasta los cimientos.